# قصعين هنري
قصعين هنري (الاسم العلمي:Salvia henryi) هو نوع من النباتات يتبع جنس القصعين من الفصيلة الشفوية. سمي هذا النوع نسبةً إلى عالم النبات الاسكتلندي أوغسطين هنري.